# Heinrich-Heine-Preis (Stadt Düsseldorf)
Der Heinrich-Heine-Preis der Stadt Düsseldorf ist ein zu Ehren von Heinrich Heine verliehener Kulturpreis. Er wurde von der Stadt Düsseldorf anlässlich des 175. Geburtstags Heines gestiftet. Die Auszeichnung „wird an Persönlichkeiten verliehen, die durch ihr geistiges Schaffen im Sinne der Grundrechte des Menschen, für die sich Heinrich Heine eingesetzt hat, den sozialen und politischen Fortschritt fördern, der Völkerverständigung dienen oder die Erkenntnis von der Zusammengehörigkeit aller Menschen verbreiten“.
Der Heine-Preis wurde ab 1972 alle drei Jahre vergeben; seit 1981 wird er alle zwei Jahre verliehen. Die Vergabe des Heine-Preises 1995 wurde auf das Jahr 1996 verschoben. Seither wird der Heine-Preis wieder alle zwei Jahre verliehen. Er war anfangs mit 25.000 DM dotiert. 2000 wurde das Preisgeld auf 25.000 Euro festgesetzt, 2006 verdoppelte die Stadt Düsseldorf die Preissumme auf 50.000 Euro.

## Preisträger
- 1972 Carl Zuckmayer
- 1975 Pierre Bertaux
- 1978 Sebastian Haffner
- 1981 Walter Jens
- 1983 Carl Friedrich von Weizsäcker
- 1985 Günter Kunert
- 1987 Marion Gräfin Dönhoff
- 1989 Max Frisch
- 1991 Richard von Weizsäcker
- 1993 Wolf Biermann
- 1996 Władysław Bartoszewski
- 1998 Hans Magnus Enzensberger
- 2000 Winfried G. Sebald
- 2002 Elfriede Jelinek
- 2004 Robert Gernhardt
- 2006 Peter Handke (alternativ: nicht vergeben, s. u.)
- 2008 Amos Oz[2]
- 2010 Simone Veil
- 2012 Jürgen Habermas
- 2014 Alexander Kluge[3]
- 2016 A. L. Kennedy[4][5]
- 2018 Leoluca Orlando[6]
- 2020 Rachel Salamander[7]
- 2022 Jurij Andruchowytsch[8]
- 2024 David Grossman[9]

## Skandal um die Preisvergabe 2006
Im Rahmen der für 2006 geplanten Preisvergabe, welche den Höhepunkt der Feierlichkeiten zum 150. Todesjahr Heinrich Heines darstellen sollte, entschied das Preisgericht, den Preis Peter Handke zu verleihen. Presseberichten zufolge wollte der Rat der Stadt Düsseldorf diese Entscheidung wegen Handkes Haltung zu Slobodan Milošević und den Jugoslawienkriegen jedoch mehrheitlich nicht mittragen. Handke hatte wiederholt eine differenzierte Betrachtung der Person Miloševićs sowie der Balkankriege gefordert.
Zwei der Jury-Mitglieder, Sigrid Löffler und Jean-Pierre Lefèbvre (* 1943; von der École normale supérieure), erklärten daraufhin ihren Rücktritt. Dies sei als Protest gegenüber denjenigen Juroren zu verstehen, die „haltlose wie rufschädigende Behauptungen über den Gekürten in Umlauf“ brächten.
Im Vorfeld der entscheidenden Ratssitzung lehnte Handke die Entgegennahme des Preises schriftlich ab, da er seine Person und sein Werk „nicht wieder und wieder Pöbeleien solcher wie solcher Parteipolitiker ausgesetzt sehen“ wolle.
Es gibt unterschiedliche Meinungen über die korrekte Auslegung des Briefes von Peter Handke. Aus seinem Schreiben an den Oberbürgermeister geht nicht hervor, dass er den Preis ablehnt; vielmehr klagt er nur über das seiner Meinung nach unmögliche Verhalten („Pöbeleien“) der Düsseldorfer Politiker und bittet, auf eine Ratssitzung bzw. Veranstaltung mit diesen zu verzichten. Auch lässt die Satzung des Heine-Preises 2006 keinen Rücktritt vom Preis und auch keine Annullierung der Preisträgerschaft zu. Der offiziellen Proklamation des Oberbürgermeisters, Peter Handke sei Preisträger des Heine-Preises 2006, wurde zu keinem Zeitpunkt von Stadtrat oder Ausschüssen der Stadt Düsseldorf widersprochen. Da sich der Rat der Stadt Düsseldorf mit der Sache nicht befasst und entschieden hat, wird Peter Handke nach wie vor als Preisträger des Heine-Preises 2006 betrachtet.
Die Schauspieler Rolf Becker, Käthe Reichel und andere haben für Peter Handke den alternativen Berliner Heinrich-Heine-Preis ins Leben gerufen. Auch diesen lehnte Peter Handke ab.
Nach dem Eklat wurde die Vergabe des Preises neu geregelt und die Entscheidungsbefugnis der 13-köpfigen Jury gestärkt. Die Auswahl des Preisträgers gilt von nun an als endgültig.